# Rudolf Blochmann
Georg Friedrich Rudolf Blochmann, auch Rudolph Blochmann, (* 26. Oktober 1865 in Dresden; † 1944 in Kiel) war ein deutscher Ingenieur, der im Verband Beratender Ingenieure tätig war. Er bemühte sich um eine Kalenderreform sowie die Schaffung eines immerwährenden Kalenders und war Stadtverordneter in Kiel.

## Leben
Er war der Sohn des Dresdner Stadtgastechnikers und Unternehmers Georg Moritz Sigismund Blochmann und Enkel des Ingenieurs und Gastechnik-Pioniers Rudolf Sigismund Blochmann. Rudolf Blochmann besuchte das Königliche Gymnasium in Dresden-Neustadt und studierte anschließend an der Technischen Hochschule Dresden sowie an der Universität Königsberg und der Universität Leipzig. Im Jahr 1889 promovierte er in Leipzig zum Dr. phil. und legte die Oberlehrerprüfung ab. Anschließend war er kurze Zeit in Königsberg tätig und wurde 1890 Probelehrer am Vitzthum’schen Gymnasium in Dresden. Bis 1893 war er danach wissenschaftlicher Assistent an der Technischen Hochschule Dresden, bevor er an das Torpedo-Laboratorium der Kaiserlichen Marine nach Kiel wechselte. Im Jahr 1899 machte sich Rudolf Blochmann als beratender Ingenieur selbstständig. 
Von 1917 bis 1933 war er Stadtverordneter in Kiel. Er war Vorsitzender und Ehrenmitglied im Verband Beratender Ingenieure. 1900 gründete er den Schleswig-Holsteinischen Elektrotechnischen Verein in Kiel.

## Schriften (Auswahl)
- Die drahtlose Telegraphie in ihrer Verwendung für nautische Zwecke, Leipzig 1903.
- Kalenderreform mit Festlegung des Ostertermins.  Astronomische, geschichtliche, kirchliche und wirtschaftliche Betrachtungen nebst Entwurf eines immerwährenden Kalenders (= Schriften des Naturwissenschaftlichen Vereins für Schleswig-Holstein). Volkswohl-Verlag, Kiel 1919.
- Kalenderreform. Warum? Wie? und Wann? 1931.
- Die Entwicklung unseres Kalenders von seinen Uranfängen bis zur Gegenwart und seine zukünftige Weiterbildung, 1934.
- Rudolf Sigismund Blochmann, der Begründer der deutschen Gastechnik, Berlin 1939.
- Aus der Frühgeschichte der Gastechnik. Grundsätzliche verschiedene Form der ersten Entwicklung der Gasbeleuchtung in England und in Deutschland, München 1942.

## Einzelnachweis
1. ↑  Elektrotechnische Zeitschrift, Ausgabe A., Band 71, 1950, S. 127.

| Personendaten    | Personendaten                                                              |
| ---------------- | -------------------------------------------------------------------------- |
| NAME             | Blochmann, Rudolf                                                          |
| ALTERNATIVNAMEN  | Blochmann, Georg Friedrich Rudolf (vollständiger Name); Blochmann, Rudolph |
| KURZBESCHREIBUNG | deutscher Ingenieur                                                        |
| GEBURTSDATUM     | 26. Oktober 1865                                                           |
| GEBURTSORT       | Dresden                                                                    |
| STERBEDATUM      | 1944                                                                       |
| STERBEORT        | Kiel                                                                       |